# لوح نوری

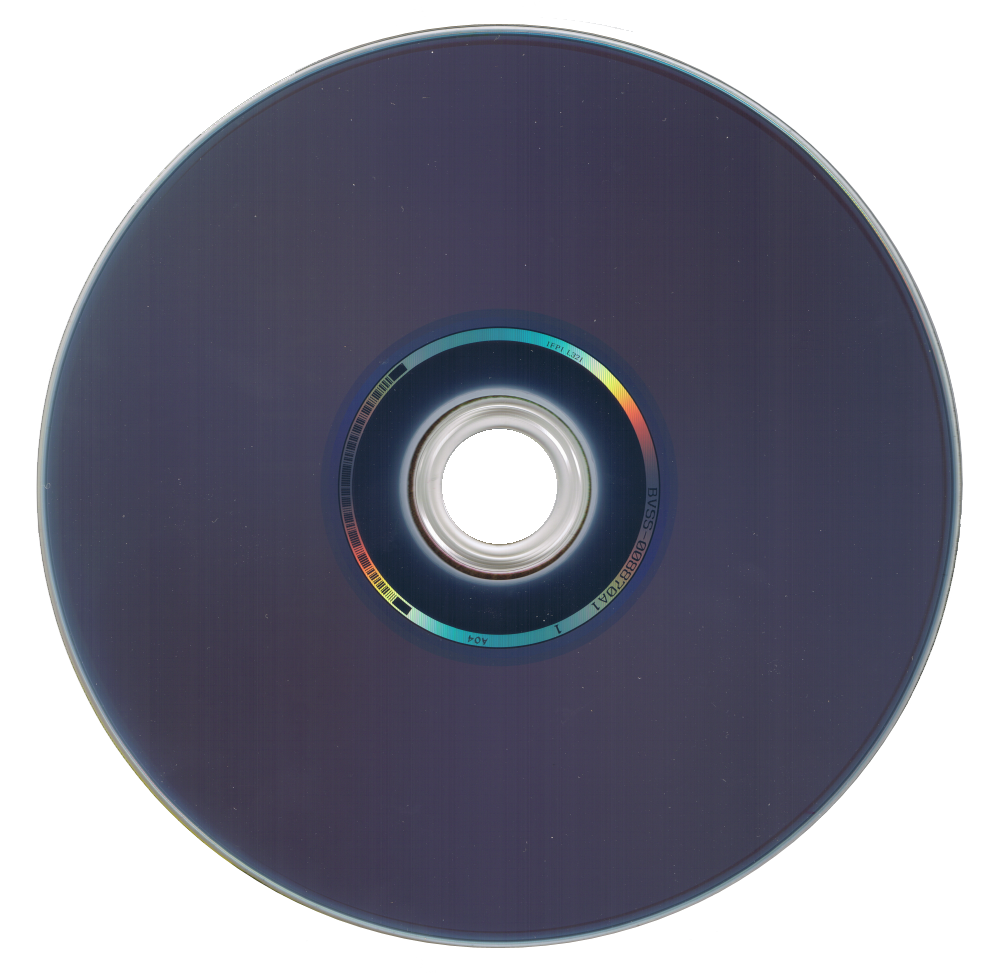
یک لوح فشرده از نوع Blu-ray

لوح نوری (به انگلیسی: Optical disc) یک رسانه‌ جداشدنی و دستگاه ذخیره‌سازی داده است و نوعی لوح تخت با یک لایه پلاستیکی که داده‌ها (اطلاعات) به وسیله لیزر و با ایجاد حفره‌های بسیار کوچک در شیارهای حلزونی مارپیچی (همانند اثر سوزن بر روی شیارهای سطح صفحه گرامافون) در سطح آن ذخیره می‌شوند. این اطلاعات به صورت ارقام دودویی (باینری) بر روی دیسک، کد شده و با لیزری ضعیف‌تر و یک چشم الکتریکی (فوتوسل) در دیسک‌گردان‌های نوری خوانده می‌شوند. دیسک‌های نوری در اندازه‌های متفاوت از ۷٫۶ تا ۳۰ سانتیمتر (۳ تا ۱۲ اینچ) قطر یافت می‌شوند، با اینحال رایج‌ترین دیسک‌ها دارای قطر ۱۲ سانتیمتر (۴٫۸ اینچ) می‌باشند. از انواع رایج دیسک‌های نوری می‌توان به لوح فشرده (سی‌دی-رام) و همچنین دی‌وی‌دی اشاره کرد که انواع داده‌های کامپیوتری، نرم‌افزار، متن دانشنامه، موسیقی و فیلم‌های سینمایی را می‌توانند با ظرفیت بالایی در خود جای دهند. دیسک‌های بلو-ری نیز به عنوان نسل جدید دیسک‌های نوری، از گنجایش بسیار بیشتری برخوردارند.

## تاریخچه

### لوح فشرده (سی‌دی)

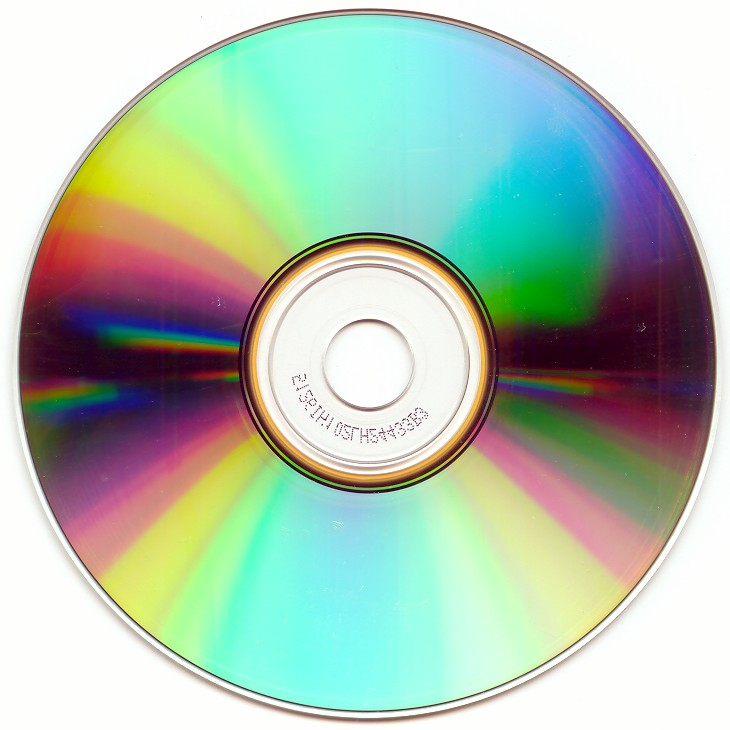
یک لوح فشرده از نوع CD

در گذشته، موسیقی بر روی صفحات گرامافون (فونوگراف) ذخیره و توسط دستگاه گرامافون خواند می‌شد. اما به دلیل مشکلاتی که این دستگاه‌ها داشتند که از جملهٔ این عیب‌ها می‌توان به اندازهٔ بزرگ این رسانه اشاره کرد، شرکت‌های فعال در این امر تصمیم گرفتند که رسانه‌ای تولید کنند که بتوان موسیقی را به صورت دیجیتالی بر روی آن کد کرد. علی رقم اینکه دلیل اولیهٔ پیدایش این رسانه‌ها، ذخیرهٔ موسیقی بر روی آن بود، اما به سبب پیدایش الگوهای مناسب برای ذخیره کردن اطلاعات به صورت دیجیتالی بر روی آنها، بعدها مورد بهره‌برداری گسترده‌تری واقع گشتند. نخستین تلاش‌ها برای تولید سی دی در سال ۱۹۷۰ توسط شرکت فیلیپس صورت گرفت. این تلاش‌ها ابتدا با هدف تولید دیسکهایی تحت عنوان ALP صورت گرفت که بتوانند جایگزین مناسبی برای صفحات گرامافون معروف آن زمان یعنی «وینیل» Vinyl Records باشند. از جمله ویژگی‌های مدنظر این شرکت برای این دیسک‌ها به منظور حضور بهتر و قویتر در بازار و توانایی رقابت با نمونه‌های مشابه به این قرار بود:
1. توانایی پشتیبانی از سیستم پخش صدای چهار بانده.
2. سایز کوچکتر
3. توانایی ذخیره کردن یک ساعت موسیقی

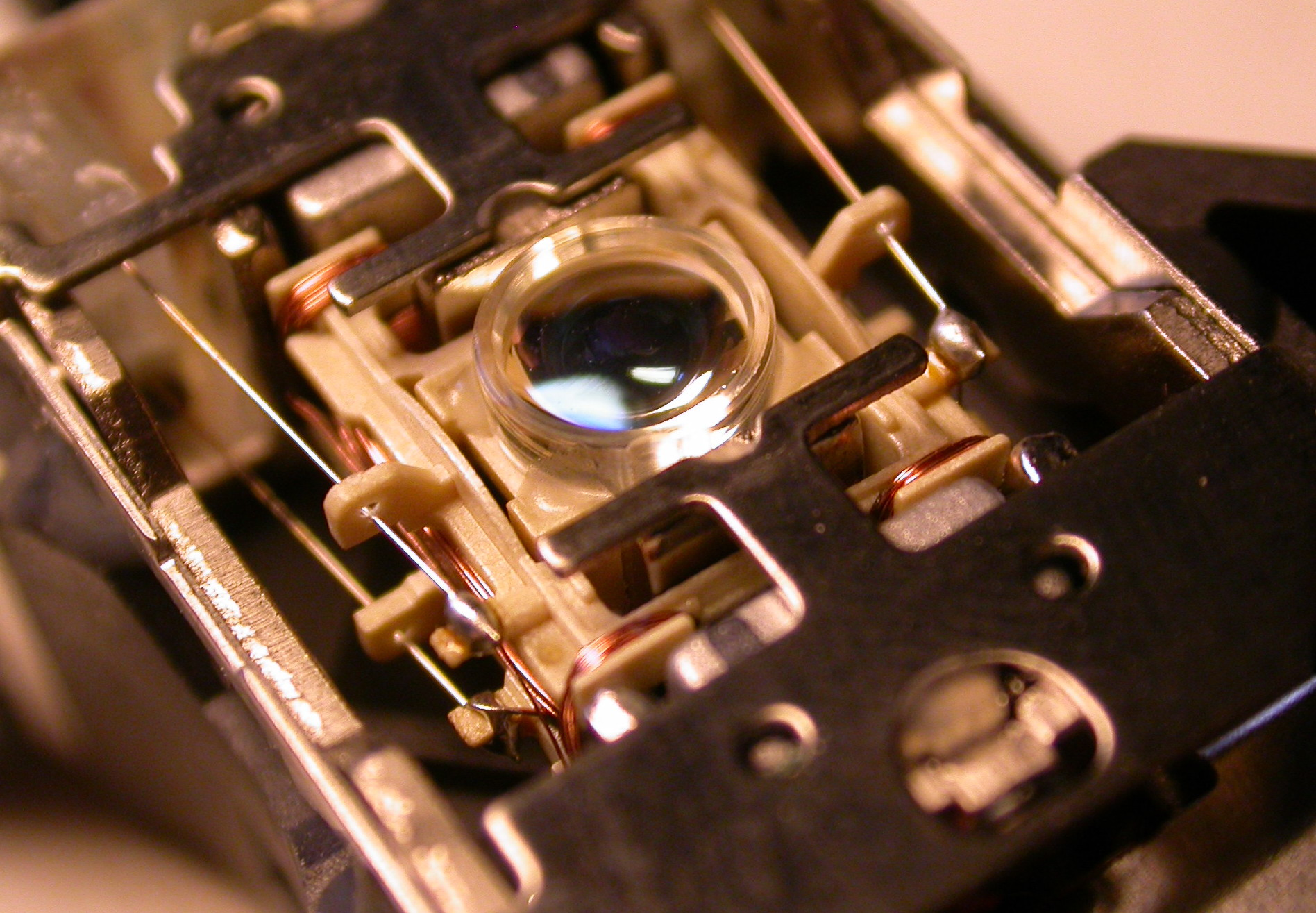
لنز اپتیک یک دیسک گردان نوری

اما به سبب محدودیت‌های موجود، دیسک مد نظر آن‌ها قطری معادل ۲۰ سانتیمتر را احتیاج داشت که انتظارات آن‌ها را برآورده نمی‌نمود؛ لذا پروژه به‌طور موقت ترک شد تا اینکه ۷ سال بعد یعنی در سال ۱۹۷۷ با پیگیری جدی تر پروژه توسط مسئولین شرکت فیلیپس، پروژه به نتیجهٔ نهایی خود نائل آمد. در ابتدا نام‌هایی همچون Compact Rack, Mini Rack و Mini Disc برای این رسانه پیشنهاد شد، اما نهایتاً نام «لوح فشرده» برای آن برگزیده شد و امروزه ما این رسانه را تحت عنوان این نام می‌شناسیم. بعد از آن اولین سی دی در ماه مارس سال ۱۹۷۹ در شهر آیندهوون هلند، توسط شرکت فیلیپس، به بازار معرفی شد. در شکل ۱ تصویر کنفرانسی که در طی آن از اولین سی دی پرده برداری شد را ملاحظه می‌کنید.
همچنین در شکل ۲ اولین دستگاه پخش سی دی، ساختهٔ این شرکت نیز دیدنی است.
بعد از آن طی سفری که شرکت فیلیپس به ژاپن انجام داد، با شرکت سونی بر سر وضع یک سری استاندارد برای تولید سی دی‌ها به توافق رسید که این توافقات موفقیت و فراگیری هرچه بیشتر این رسانه را در بازارهای جهانی تضمین می‌نمود. از جملهٔ این توافقات آن بود که دیسک تولیدی توسط شرکت فیلیپس قطری معادل ۱۱٫۵ سانتیمتر داشت که می‌توانست ۶۰ دقیقه موسیقی را در خود ذخیره کند؛ از طرف دیگر شرکت سونی عقیده داشت که این دیسک‌ها باید توانایی ذخیره کردن ۷۴ دقیقه موسیقی را در خود داشته باشند که این مقدار در دیسکی به قطر ۱۲ سانتیمتر امکان‌پذیر بود؛ لذا تصمیم بر آن شد که این دیسک‌ها با قطر ۱۲ سانتیمتری تولید شوند. مدت زمانی که شرکت سونی بر روی آن تأکید داشت، در واقع مدت زمان سمفونی نهم بتهوون بود که همان سمفونی معروف اوست که هنگام ساخت آن ناشنوا بود. بعدها اولین موسیقی که یکی از پر فروش‌ترین‌هایی بود که بر روی این رسانه به فروش رفت، همین سمفونی بود. در شکل ۳ تصویری از این نشست قابل مشاهده‌است.
پس از آن شرکت سونی هم بی‌کار ننشست و اقدام به تولید این رسانه نمود. در شکل ۴ اولین دستگاه پخش سی دی تولید شده توسط این شرکت آمده‌است که بعدها به به شکل آنچه در شکل ۵ آمده تغییر شکل داد.

### دی وی دی

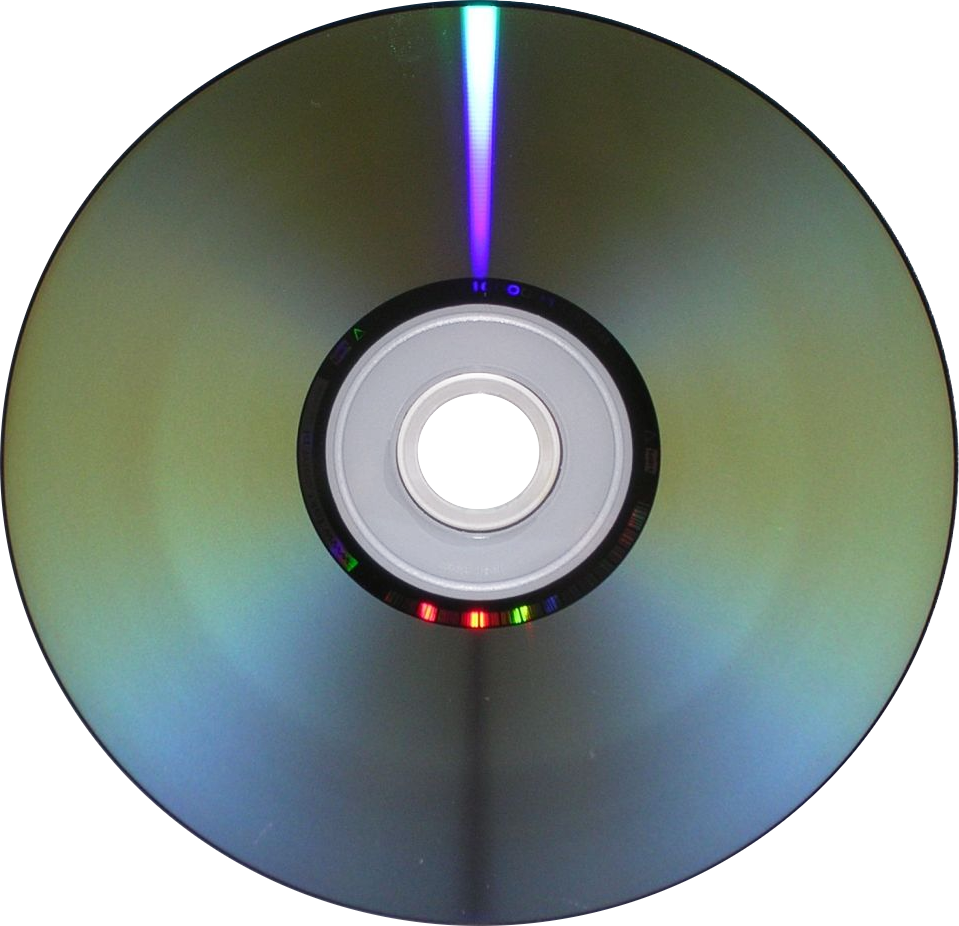
یک لوح فشرده از نوع DVD

پس از موفقیتی که کمپانی‌هایی همچون سونی و فیلیپس در تولید سی دی‌ها، برای ذخیرهٔ موسیقی بدست آوردند، بعد از آن در سال ۱۹۹۵ به فکر تولید رسانه‌ای افتادند که جایگزین فرمت وی‌اچ‌اس شده و بتواند یک فیلم را با کیفیت بالا و به‌طور پیوسته در خود ذخیره کند. از این رو با این هدف به تولید فرمت (MMCD (Multi Media Compact Disk روی آوردند. هم‌زمان با این دو شرکت، شرکتهایی نظیر توشیبا، تایم وارنر، هیتاچی، ماتسوشیتا الکتریک، پایونیر، تامسون، جی‌وی‌سی و کوداک فرمت (SD (Super density را معرفی نمودند. چندی بعد در سال ۱۹۹۶، با میانجیگری شرکت آی‌بی‌ام این شرکت‌ها با یکدیگر متحد شده و اولین اتحادیهٔ تولید دی‌وی‌دی استاندارد، با نام ابتدایی کنسرسیومِ دی‌وی‌دی که بعدها به «دی‌وی‌دی فاریوم» تغییر نام داد را تشکیل دادند. این اتحاد در حالی رخ داد که شرکت‌های سونی و فیلیپس اعلام کردند که در صورتی موافق با این استاندارد خواهند بود که در فرمت MMCD اصلاحاتی صورت بگیرد. نهایتاً این اتحادیه در روز هفتم ماه اوت سال ۱۹۹۷ با حضور چند شرکت اولیه شکل گرفت. حضور در این اتحادیه به معنی محدودیتی برای اعضا تلقی نمی‌شد و آن‌ها فقط می‌بایست پیشنهادها خود را برای ایجاد و شکل‌دهی استانداردی واحد به این انجمن ارائه می‌کردند تا در آنجا مورد بحث و بررسی واقع گردد و از طرفی استانداردهای شکل گرفته به صورت پیشنهادی برای اعضا ارسال می‌شد که آن‌ها الزاماً موظف به رعایت آن‌ها نبودند؛ اما از آنجا که این استاندارد برای هماهنگی هر چه بیشتر بین محصولات تولیدی شرکت‌ها ایجاد شد و نقش عمده‌ای در جهانی شدن این محصول داشت، از این رو شرکت‌های عضو منافع خود را در اجرای استانداردهای مربوط می‌دیدند. بدین ترتیب اولین دی وی دی در سال ۱۹۹۶ به بازار عرضه شد. این دیسک در ابتدا با نام «دیسک ویدیوئی دیجیتالی» معرفی شد، اما بعدها به دلیل کاربردهای گستردهٔ آن با نام «دیسک چند منظورهٔ دیجیتالی» نیز شناخته گردید.
شکل‌گیری این اتحادیه در سال ۱۹۹۷ برای مدت ۱۰ سال پیش‌بینی شده بود، اما در سال ۲۰۰۷به مدت ۱۰ سال دیگر نیز تمدید گردید. امروزه بیش از ۱۶۰ شرکت عضو این اتحادیه هستند و عضویت در آن برای همهٔ شرکت‌ها ممکن است. گفتنی است استانداردهای وضع شده توسط این اتحادیه تحت عنوان «استانداردِ -» شناخته می‌شوند.
اما این پایان کار نبود؛ پس از تولید دی وی دی‌های استاندارد توسط شرکت‌های عضو اتحادیهٔ دی وی دی فاریوم و وضع استانداردهای مربوط (استانداردِ -)، شرکت‌های دیگر به معرفی استاندارد دیگری پرداختند. این شرکت‌ها ابتدا استاندارد جدید خود را در این اتحادیه مطرح کردند، اما مورد تأیید اعضای آن واقع نشد. بعد از بحث و بررسی و مجادله‌های فراوان بین این شرکت‌ها و اتحادیه، آن‌ها به این نتیجه رسیدند که با استاندارد جدید آن‌ها موافقت نخواهد شد؛ پس تصمیم گرفتند اتحادیهٔ مستقل دیگری با نام دی وی دی+ آر دبلیو آلیانس تأسیس کنند. استانداردهایی که بعدها توسط این اتحادیهٔ تازه تأسیس وضع شدند، تحت عنوان استانداردِ + شناخته می‌شوند. نتیجهٔ این عدم توافق پیدایش انواع دی وی دی‌های + و - در بازار بود که تا حدی موجب سردرگمی کاربران شد.

## انواع

### بر اساس نوع استاندارد

#### سی دی[۶]
- CD – ROM: این نوع از سی دی یک بار نوشته شده و بارها خوانده می‌شود. این نوع بیشتر در کمپانی‌های آهنگ‌سازی استفاده شده و به بازار عرضه می‌شود. به بیان دیگر این نوع از سی دی، توسط یک الگوی از پیش طراحی شده، از ابتدای تولید به نحوی تولید می‌شود که دیگر نیازی به رایت نداشته و از همان ابتدا حاوی اطلاعات است.
- CD – R: این نوع سی دی فقط یک بار قابلیت رایت داشته و بارها خوانده می‌شود. این نوع در واقع همان سی دی خام رایج در بازار بوده و عملیات رایت بر روی آن توسط کاربر صورت می‌گیرد.
- CD – RW: این نوع سی دی قابلیت رایت مجدد را دارد و تا بارها می‌توان اطلاعات را بر روی آن ذخیره و مجدداً پاک نمود.

#### دی وی دی[۷]

##### دیسکهای تولید شده توسط اتحادیهٔ دی وی دی فاریوم
DVD – ROM: این نوع از دی وی دی یک بار نوشته شده و بارها خوانده می‌شود. این نوع بیشتر در کمپانی‌های فیلمسازی استفاده شده و به بازار عرضه می‌شود. به بیان دیگر این نوع از دی وی دی، توسط یک الگوی از پیش طراحی شده، از ابتدای تولید به نحوی تولید می‌شود که دیگر نیازی به رایت نداشته و از همان ابتدا حاوی اطلاعات است.

DVD – R: این نوع، همان دی وی دی خام موجود در بازار بوده که توسط کاربر قابلیت یک مرتبه رایت را داشته و می‌تواند بارها مورد استفاده قرار بگیرد.

DVD –RW: نوعی از دی وی دی که قابلیت رایت مجدد تا ۱۰۰۰ مرتبه را دارد.

DVD – RAM: متفاوت‌ترین مدل نسبت به مدل‌های پیشین که قابلیت رایت مجدد تا ۱۰۰۰۰۰ بار را داشته و عمدهٔ تفاوت آن با دیگر مدل‌ها به شرح زیر است:
نحوهٔ دستیابی اطلاعات در آن به‌طور تصادفی است.
عدم نیاز به برنامهٔ کمکی جهت رایت کردن اطلاعات.
دسترسی سریع به فایل‌های کوچک.
امکان همزمانی عمل خواندن و نوشتن.
عمر بالاتر.
قیمت بیشتر.
سازگاری کمتر با دستگاه‌های پخش و درایوهای دیگر.

##### دیسکهای تولید شده توسط اتحادیهٔ آلیانس
DVD + RW: مدلی از دی وی دی با قابلیت رایت مجدد و سرعتی نسبتاً بالاتر نسبت به
DVD – RW.
DVD + R: همانند DVD – R با اندکی سرعت بالاتر.

### بر اساس تعداد رویه‌ها

#### سی دی
یک لایه - یک طرفه: در این نمونه فقط یک طرف قابل رایت وجود دارد. ظرفیت این نمونه معادل ۷۰۰ مگابایت است. (شکل ۶)

دو لایه - یک طرفه: در سی دی‌ها مدل دولایه وجود ندارد.

یک لایه - دو طرفه: این دیسک دو سطح قابل رایت داشته و ظرفیتی معادل ۱٫۴ گیگابایت دارد. (شکل ۸)

#### دی وی دی
یک طرفه:
- یک طرفه :
 یک لایه (DVD 5): در این مدل فقط یک لایهٔ قابل نوشتن وجود دارد که ظرفیتی معادل ۴٫۷ گیگابایت را دارا است. (شکل ۶)
 دو لایه (DVD 9): در این مدل دو لایهٔ قابل نوشتن وجود دارد که ظرفیتی معادل ۸٫۵ گیگابایت را دارا است. (شکل ۷)

- دو طرفه:

یک لایه (DVD 10): در این مدل فقط یک لایهٔ قابل نوشتن اما در دو وجه دیسک وجود دارد که ظرفیتی معادل ۹٫۴ گیگابایت را دارا است. (شکل ۸)

دو لایه (DVD 18): در این مدل دو طرف و در هر طرف دو لایه  قابل نوشتن وجود دارد که ظرفیتی معادل ۱۷ گیگابایت را دارا است. (شکل ۹)

شکل ۹ : دیسک دو لایه – دو طرفه

## ساختار سی دی و دی وی دی

نمای لایه‌های لوح فشرده A. لایه پلی کربنات B. لایه براق منعکس‌کننده آلومنیوم C. لایه محافظ لاکی D. لایه تزئینی چاپی

هر دیسک سی دی یا دی وی دی متشکل از چند لایه‌است. البته انواع مختلف این دیسک‌ها که به آن‌ها پرداخته شد، تعداد لایه‌های متفاوتی نسبت به یکدیگر دارند. اما ما در اینجا به علت جامع و شامل بودن تعداد لایه‌های دی وی دی دو لایهٔ دوطرفه که قابلیت رایت مجدد را دارد، به بررسی این نمونه می‌پردازیم؛ دیگر نمونه‌ها را می‌توان حالت خاصی از این نمونه تصور کرد. همان‌طور که در شکل ۱۰ دیده می‌شود، این نوع از چند لایه به این شرح تشکیل شده‌است:
لایهٔ پلی کربناتی :

این لایه، بیرونی‌ترین لایه بوده و مسئولیت محافظت از دیگر لایه‌ها را بر عهده دارد.

لایهٔ عایق :

این لایه، دومین لایه از بیرون بوده و کار آن ایجاد فاصله بین صفحه‌ای که اطلاعات در آن ذخیره می‌شود با دیگر صفحات است؛ زیرا با توجه به اینکه قرار است بر روی این صفحه اطلاعات چندین بار ذخیره و پاک شود، این صفحه دائماً در حال تغییر از حالت بلورین به حالت غیر بلورین است و این تغییر همراه با تغییر حالت ماده از جامد به حالت نیمه مایع است. پس برای اینکه این لایه با دیگر لایه‌ها تداخل نداشته باشد، وجود این لایه ضروری می‌نماید.

لایهٔ تغییر فاز :

این لایه که آلیاژی متشکل از فلزهای تلوریم (Te)، سرب (Pb)، ایندیوم (In) و نقره (Ag) است، وظیفهٔ ذخیرهٔ اطلاعات را بر عهده دارد. ویژگی این لایه آن است که می‌تواند حالت بلورین منظم خود را از دست داده و مجدداً به این حالت بازگردد. این ویژگی باعث می‌شود که ما بتوانیم اطلاعات را به دفعات بر روی دیسک ذخیره کرده و آن را مجدداً پاک نماییم. البته تعداد دفعات نوشتن مجدد محدود بوده و این محدودیت برای انواع دیسکهایی که قابلیت رایت مجدد دارند، متفاوت است.

لایهٔ باز تابنده:

این لایه در موقع خواندن اطلاعات به کمک دستگاه پخش می‌آید؛ به این ترتیب که نور لیزری که به سطح دیسک تابیده می‌شود، در صورت برخورد به نقاط لند از طریق این لایه بازتابیده شده و به صورت عدد یک تفسیر می‌گردد.

لایهٔ جداکننده :

هدف این قسمت جدا کردن دو روی مشابه این نوع (دیسک‌های دو طرفه) از دیسک‌ها است.

شکل ۱۰ : لایه‌های دی وی دی دو لایه – دو طرفه با قابلیت رایت مجدد

## درون دیسک‌های نوری
اطلاعات بر روی سطح دیسک‌های نوری به صورت شیارهای حلزونی مارپیچی می‌باشند که این اطلاعات به صورت باینری بر روی دیسک کد می‌شوند؛ به این ترتیب که به جای عدد صفر، اصطلاحاً یک پیت (حفره کوچک) و برای عدد یک، یک لند (تخت یا مسطح) ایجاد می‌شود. (شکل ۱۱)

ابعاد این حفره‌های پیت‌های اطلاعاتی که منشأ تفاوت عمدهٔ سی دی با دی وی دی است، در شکل ۱۲ و ۱۳ نمایش داده شده‌است.

شکل ۱۲ : درون سی دی

## سازوکار

### نوشتن
برای ایجاد پیت یا صفر اطلاعاتی، لیزر با جریانی بالا که گرمای زیادی ایجاد می‌کند (مثلاً برای دی وی دی حدوداً ۴۰۰ میلی‌آمپر که دمایی تقریباً معادل ۵۰۰ تا ۷۰۰ درجهٔ سانتیگراد را ایجاد می‌کند)، بر سطح دیسک تابیده و خاصیت بلورین آن نقطه را از بین می‌برد. به این ترتیب در هنگام خواندنِ سطح دیسک، دیگر آن نقطه بازتاب درستی بر روی سنسور حساس به نور دستگاه پخش نداشته و به صورت صفر تفسیر می‌شود (شکل۱۴ – سمت چپ). بقیهٔ نقاط دست نخورده حکم لند را داشته و در هنگام خواندن دیسک، به سبب بازتاب درستی که بر روی این سنسور دارند، به صورت یک تعبیر می‌شوند (شکل ۱۴ - سمت راست).

### پاک کردن[۹]
برای پاک کردن اطلاعات لیزر با جریانی حدوداً یک چهارم تا نصف جریان نوشتن (که برای دیسک‌های دی وی دی دمایی در حدود ۲۰۰ درجهٔ سانتیگراد را ایجاد می‌کند)، به سطح دیسک تابیده و موجب می‌شود مولکول‌های لایهٔ تغییر فاز به حالت نظم مولکولی و بلورین خود برگردند. به این ترتیب مجدداً قابلیت نوشتن را بدست می‌آورند. (شکل ۱۵)

### بازخوانی اطلاعات
اطلاعات ثبت شده بر روی سطح دیسک، توسط دستگاه‌های پخش یا دیسک‌گردان‌ها (درایوها) بازخوانی می‌شوند. برای این منظور همان‌طور که در شکل۱۱ هم مشخص است، لیزر با انرژی و شدت جریان کمتری نسبت به موقع نوشتن، بر روی سطح دیسک تابیده و در صورتی که به پیت برخورد کند، به صورت صفر و در صورت برخورد به لند به صورت یک تعبیر می‌گردد. این تعبیر باینری از اطلاعات روی سطح دیسک را سنسور حساس به نوری که در دستگاه پخش وجود دارد انجام می‌دهد. سپس این سیگنال دیجیتالی به یک مبدل DAC فرستاده می‌شود که وظیفهٔ تبدیل سیگنال دیجیتال به آنالوگ را بر عهده دارد. بعد از این تبدیل، سیگنال آنالوگ به آمپیلی فایر فرستاده می‌شود تا صدا در دستگاه‌های خروجی پخش گردد. (شکل۱۶)

### CD-ROM
این نوع دیسک چگالی بسیار بالایی دارد، تقریباً ۲۰۰ برابر دیسک‌های نرم و ۲۰ برابر دیسک‌های سخت. به علاوه هزینه آن‌ها نیز پایین بوده، به تدریج رو به کاهش است. ظرفیت این نوع دیسک از ۵۰۰ مگابایت تا چند گیگابایت است. دیسکی است فقط خواندنی به این معنا که پس از ضبط داده‌ها روی آن دیگر پاک شدنی نیستند و نمی‌توان دوباره بر آن نوشت (WORM) از این دیسک‌ها عمدتاً برای ذخیره‌سازی فایل‌ها مانا (که محتوای آن‌ها پس از ضبط تغییر نمی‌کنند) استفاده می‌شود. ابعاد این نوع دیسک کوچک است: قطر ۱۲ سانتیمتر و ضخامت ۲/۱ میلی‌متر زمان استوانه جویی آن خیلی بیشتر از دیسک مغناطیسی است. نرخ انتقال هم نسبتاً پایین است (حدود ۱۵۰ کیلو بایت در ثانیه) گونه‌ای از آن به CD-RW موسوم است و قابلیت چند بارنویسی دارد.

## تفاوت سی دی با دی وی دی
اگر تفاوت‌های این دو رسانه از جنبه‌های مختلف مورد بررسی قرار بگیرد از حوصلهٔ این بحث خارج می‌شود، لذا ما در اینجا به ذکر چند مورد بسنده می‌کنیم.

۱. در سی دی‌ها از اشعهٔ مادون قرمز با طول موج ۷۸۰ نانومتر استفاده می‌شود، ولی در دی وی دی‌ها از اشعهٔ قرمز با طول موج ۶۵۰ نانومتر استفاده می‌شود. نتیجهٔ این امر در کوچکتر شدن اندازهٔ لند و پیت‌ها بوده که نهایتاً منجر به گنجایش بیشتر در دی وی دی‌ها می‌شود. (شکل۱۷)
۲. در دی وی دی‌ها، ما می‌توانیم مدل دو لایه را داشته باشیم، در صورتی که در سی دی‌ها فقط یک لایه داریم. این به این دلیل است که در مدل دولایه، دستگاه پخش با عبور لیزر از لایهٔ اول و در عین حال اندکی تغییر زاویه، به لایهٔ دوم دسترسی دارد. این عبور نیازمند این است که لیزر قدرت نفوذپذیری داشته باشد، که چون در سی دی‌ها طول موج لیزر نسبت به دی وی دی بالاتر و نهایتاً فرکانس و قدرت نفوذپذیری آن کمتر است، ما نمی‌توانیم مدل دو لایه داشته باشیم.
۳. دی وی دی نسبت به سی دی عمر بیشتری را داراست.
۴. کیفیت دی وی دی نسبت به سی دی به مراتب بالاتر است.
۵. سرعت ذخیره و بازیابی در دی وی دی نسبت به سی دی بالاتر است.

## نتایج
در این مقاله سعی شد تا روند پیدایش و شکل‌گیری این رسانه‌ها مورد بررسی قرار گیرد. پس از آن به ارائهٔ مباحث مربوط به انواع این رسانه‌ها پرداخته شد تا خواننده این انواع را در مقایسه با یکدیگر دیده و به دلیل پیدایش هر یک و کاربرد آن پی ببرد. همچنین مقداری مطالب فنی نیز بیان شد که در آن بیشتر سعی بر آن بود که این دو رسانه در مقایسه با یکدیگر بررسی گردند تا خواننده بتواند سیر صعودی نسبی و تفاوت این دو رسانه را با هم مشاهده کند.

## نتیجه‌گیری و جمع‌بندی
با توجه به مباحث مطرح شده، در می‌یابیم که روند صعودی در رسانه‌های ذخیره‌سازی نوری به سمت کوچک کردن واحدهای اطلاعاتی ذخیره شده بر روی دیسک است که نهایتاً منجر به بالا رفتن ظرفیت و سرعت این رسانه‌ها می‌شود. همانگونه که در شکل ۱۸ نشان داده شده‌است، به راحتی می‌توان این سیر صعودی را مشاهده کرد که عامل اصلی آن فناوری لیزر به کار رفته در هر یک از انواع سی دی، دی وی دی، دی وی دی با چگالی بالا و بلو ری است. 